# 西藏虎头兰
西藏虎头兰（学名：Cymbidium tracyanum）为兰科兰属下的一个种。

## 扩展阅读
- 維基物種上的相關：西藏虎头兰
- 维基共享资源上的相關多媒體資源：西藏虎头兰